# Flaga obwodu nowogrodzkiego
Flaga obwodu nowogrodzkiego zatwierdzona 19 grudnia 2007 to prostokątny materiał składający się z trzech wertykalnych pasów: niebieski (od drzewca), biały (w środku) i czerwony (od luźnej strony). Proporcje pasów wynoszą: 1 : 2 : 1. W centrum środkowego pasa jest umieszczona tarcza herbowa obwodu nowogrodzkiego (bez zewnętrznych ornamentów).